# Canaux de Bologne
Les canaux de Bologne sont des canaux artificiels de la province de Bologne dans l'Italie du nord, creusés depuis le Moyen Âge pour améliorer le trafic de la ville de Bologne avec le reste du monde.

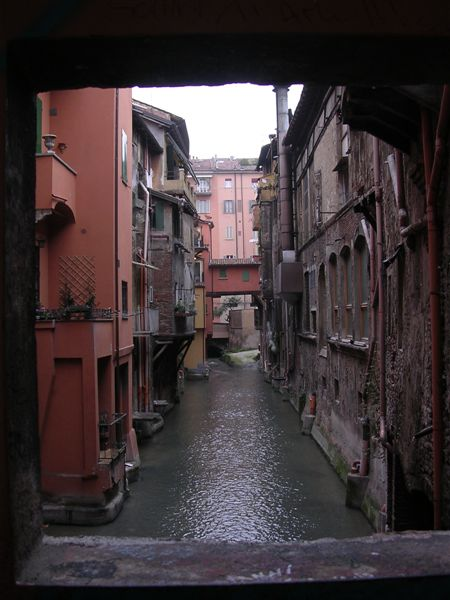
Le Canale delle Moline, confluence du Canale di Savena et du torrent Aposa, au centre de Bologne.

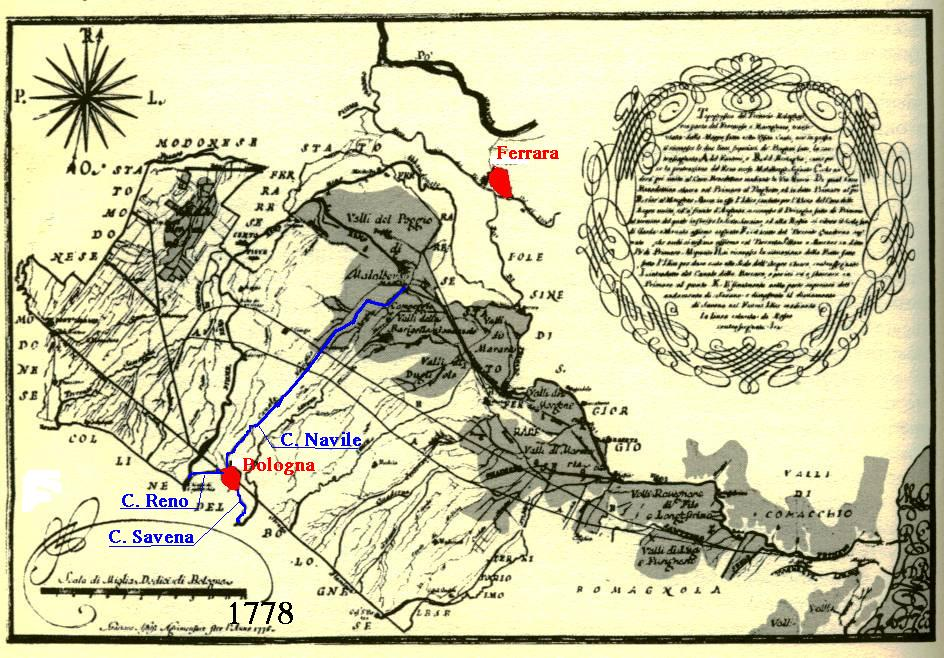
La Valle Paduse et les canaux de Bologne en 1778

## Géographie
Principalement situés au centre historique de la ville, au centre de la plaine du Pô dans la région Émilie-Romagne en Italie du nord, ils se situent à environ 200 km de Milan, 40 km de Ferrare, 80 km de Ravenne et de la mer Adriatique.

## Hydrologie
Bologne présente des dénivellations, du sud au nord, de 39 mètres (76 m au-dessus du niveau de la mer à la Porte d'Azeglio contre 37 m au port fluvial) sur une distance de d’environ 2 km, favorise un rapide écoulement des eaux en mesure de créer de l'énergie cinétique pour actionner les aubes des moulins.

### Letorrent Aposa
C’est l’unique cours d’eau naturel qui traverse la cité ; connu depuis l’âge du fer, il favorisa le développement de la civilisation urbaine ses rives.
Il entre dans la cité entre les portes de Castiglione et San Mamolo, et il poursuit en ligne droite jusqu'à la via Pallone où il se jette dans le canale delle Moline, puis tous deux confluent dans le canale Navile. À partir du haut Moyen Âge, tout le parcours a été couvert et le canal coule dans une galerie longue de 7 kilomètres.
Depuis 1995, des travaux d'assainissement rendent possible la visite d’une partie de cette galerie haute de 3-4 mètres dans lesquels un arc du pont romain est visible (sur la Via Emilia qui traverse la ville, sous l’actuelle via Rizzoli).

### L'Aqueduc Romain
C’est une des plus importantes œuvres hydrauliques réalisées en 30 av. J.-C.. Contrairement à leur habitude de construire des aqueducs hors-sol et en aérien, les Romains ont réalisé cette œuvre unique, complètement en galerie, creusé en partie dans la roche et en partie dans le terrain perméable renforcé, le conduit est maçonné et crépi pour en garantir l'imperméabilité.
- Il part d'un puits dans la rivière Setta (affluent du Reno et, à travers une galerie longue de 18 km avec une pente de 1,5 ‰, large du 60 à  90 cm et haute de 190 cm, arrive dans une citerne dans la vallée des Ravone (à l’ouest de la première ceinture de murailles de Bologne), puis à travers les fistules (tubes en plomb) l'eau était distribuée aux thermes et aux habitations civiles.
- Cet ouvrage fut maintenu en activité jusqu'au haut Moyen Âge lorsque, puis à cause des invasions barbares et de l’impossibilité de pratiquer les travaux de contrôle et entretien nécessaires, quelques éboulements bouchèrent la galerie.
- L'aqueduc fut oublié et un millier d'années après, en 1881, grâce à l’œuvre de l'ingénieur Zannoni, on put voir jaillir l'eau de la Setta d'une fontaine, construite pour l'occasion, en Piazza Maggiore. Aujourd’hui, l'eau de l'aqueduc romain de la Setta contribue aux besoins hydriques de la ville.

## Économie
Les voies d’eau, par rapport à la voie terrestre, démontrent tous les aspects économiques : ils sont praticables en toutes saisons et un cheval qui traîne une barque ou péniche a un rendement de 1 à 500 par rapport au cheval de somme sur une voie terrestre.
Les canaux de Bologne avaient un triple but :
- Servir de force motrice pour actionner les moulins. Déjà en 1300, dans Bologne, existaient 37 moulins qui devinrent 500 en 1700, la plupart utilisés pour la soie.
- Servir de moyen de navigation et de transport pour importer les matières premières et exporter les produits finis vers les marchés nationaux et internationaux. Liaison avec Milan et avec l’Adriatique.
- Recueillir et canaliser les eaux des multiples torrents et ruisseaux qui dévalent des Apennins et dont les crues saisonnières et intempestives nuisent à l’économie de la cité.

## Œuvres hydrauliques
- le canale Navile, construit en 1208, voie préférentielle pour le trafic commercial entre Bologne, Ferrare et Venise. Monte au nord de la cité, traverse la Valle Padusa pour rejoindre le Pô di Primaro puis la mer. Son parcours est doté d’une série de 10 écluses, améliorées au cours des siècles, pour permettre une liaison ininterrompue. La navigation sur le canal cessa en 1952, maintenant les eaux servent à l’irrigation.
- le canale di Reno, du XIIe siècle, prend son eau du fleuve Reno à Casalecchio grâce à l’imposant barrage (construit à la même époque) barrant son cours. Après 6 km, le canal entre dans la cité, où il se divise en deux branches dites respectivement « del Cavaticcio » et «  delle Moline ». Les eaux rejoignent le Navile au « port fluvial ».
- le canale di Savena, à partir du XIIe siècle, ses eaux, dérivée d’une écluse sur le fleuve Savena dans la localité de San Ruffillo, servent à alimenter les autres canaux de la ville et les moulins à grains, ainsi que les fossés de la deuxième ceinture de murailles (Cerchia del Mille).
- le canale Cavaticcio, datant de la fin du XIIe siècle, dont les eaux, provenant du canale di Reno, servaient à alimenter une série de moulins et le port Navile.
- le canale delle Moline, deuxième branche du canale di Reno, qui avec ses 9 sauts alimentait une série de 15 moulins.
- le port Navile, déjà existant en 1288, avec ses 76 m de long sur 11 de large, faisait de Bologne le plus important port fluvial du pays. Après les dommages causés par le dernier conflit mondial, le port eut une activité réduite jusqu’en 1952.
- Les Chiaviche (égouts) constituaient le système de distribution de l'eau pour alimenter les divers moulins de la ville. Normalement, ils couraient parallèlement des deux côtés des routes, pour alimenter les diverses roues positionnées dans les sous-sols des ateliers.

### Gestion des eaux
Pour augmenter la portée d'eau du Reno (donc du Canal), la Commune de Bologne, en 1293, barra le torrent Dardagna et le dérouta dans la Silla au moyen d’une conduite qui donna le nom à la localité de Poggiolforato. Cela permettait d'utiliser ce cours d'eau pour la flottaison des troncs des forêts de Lizzano et de Madonna dell'Acero jusqu'à l'écluse de Casalecchio. La perte de l'eau de la Dardagna (qui est affluent du Panaro) suscita la colère des gens de Modène et donna lieu à un long contentieux.
Un modèle de proto-révolution industriel
Grâce à cette gestion exemplaire des eaux, qui eut son début dans l'écluse de Casalecchio, plus de 400 industries étaient déjà actives au Moyen Âge à Bologne.
La soie fut introduite dans la province de Bologne, en 1272, par un habitant de Lucques, cité de Toscane spécialisée dans le tissage (voir Histoire de la soie). Le secteur de pointe  de l’époque était le travail de la soie, pour laquelle était employé un métier à filer spécial, dit « à la bolonaise ». Celui-ci était une machine complexe, considérée comme secret d'État. Le filage à la bolonaise, qui fonctionnait avec une roue hydraulique, permettait de produire plus de filage et que d'une meilleure qualité par rapport au travail à la main des cocons du ver à soie. Le produit fini était exporté dans toute l'Europe et le Moyen-Orient en utilisant le Canale Navile.